# Скрантон (Јужна Каролина)
Скрантон (енгл. Scranton) град је у америчкој савезној држави Јужна Каролина.

## Демографија
По попису из 2010. године број становника је 932, што је 10 (-1,1%) становника мање него 2000. године.
| Група             | 2000.       | 2010.       |
| Белци             | 393 (41,7%) | 364 (39,1%) |
| Афроамериканци    | 528 (56,1%) | 545 (58,5%) |
| Азијати           | 0 (0,0%)    | 1 (0,1%)    |
| Хиспаноамериканци | 11 (1,2%)   | 16 (1,7%)   |
| Укупно            | 942         | 932         |